# Ludmiła Chramowa
Ludmiła  Chramowa (ros. Людмила Храмова, ur. 31 sierpnia 1977) – rosyjska judoczka.
Startowała w Pucharze Świata w 1997, 1999, 2000 i 2004. Brązowa medalistka mistrzostw Europy w 1997. Wicemistrzyni igrzysk wojskowych w 2003 i trzecia na MŚ wojskowych w 2001. Mistrzyni Rosji w 1999; druga w 1998; trzecia w 1996, 2002 i 2003 roku.